# (16127) Farzan-Kashani
(16127) Farzan-Kashani (1999 XK92) – planetoida z pasa głównego asteroid okrążająca Słońce w ciągu 3,39 lat w średniej odległości 2,26 j.a. Odkryta 7 grudnia 1999 roku przez Lincoln Near-Earth Asteroid Research.